# کمپر (کارولینای جنوبی)
کمپر (به انگلیسی: Kemper) یک منطقهٔ مسکونی در ایالات متحده آمریکا است که در شهرستان دیلون، کارولینای جنوبی واقع شده‌است.